# 黛比·拉德马赫
黛比·拉德马赫（英語：Debbie Rademacher，1966年5月27日—），旧姓贝尔金（Belkin），美国女子足球运动员。她曾代表美国国家队参加1991年国际足联女子世界杯，结果队伍获得冠军。